# Apetzko von Tymenge
Apetzko von Tymenge (erwähnt von 1371 bis 1381) wirkte als Archidiakon von Berlin und Domkanoniker von Lebus.

## Leben
Apetzko war möglicherweise verwandt mit Otto von Tymenk, der 1373 als Hauptmann von Schloss Saarmund genannt wurde. Den gleichen Vornamen trug Apetzko Deyn von Frankenstein, Bischof von Lebus 1345 bis 1352.
Apetzko wurde 1371 erstmals erwähnt, als Magister Artium und Domherr in Lebus. 1375 wurde er als Propst von Berlin bezeichnet, 1379 noch einmal. Er trat in mehreren Urkunden von Markgraf Sigismund von Brandenburg als Zeuge auf, was auf eine Nähe zu dessen Kanzlei deutet. 1381 wurde er letztmals genannt.
Apetzko besaß 1375 gemeinsam mit einem Heinrich von Buden den größten Teil der Dörfer Miersdorf, Schmöckwitz und Zeuthen im Teltowischen Kreis und die Bede und Wagendienste in Hönow im Barnim, nach dem Landbuch der Mark Brandenburg.